# Bremer Paß
Bremer Paß är ett bergspass i Antarktis. Det ligger i Östantarktis. Nya Zeeland gör anspråk på området. Bremer Paß ligger 1 369 meter över havet.
Terrängen runt Bremer Paß är kuperad åt nordost, men åt sydväst är den bergig. Trakten är obefolkad. Det finns inga samhällen i närheten.